# Kayànida
La dinastia kayànida o dels kayànides fou una nissaga en gran part mítica que va governar Iran.
El seu nom deriva del títol kavi (plural àrab kayan o akyan) portat per diversos personatges. La tradició els fa els primers reis de la terra. Al-Masudi sense citar als pishdàdides, diu que foren la segona dinastia, seguida de la dels arsàcides i de la dels sassànides. Cap dels autors esmenta als aquemènides.
L'origen de la dinastia seria Kay Kubad que hauria estat adoptat pel darrer rei pixdàdida segons la tradició del nou nat deixat a les aigües, que va passar el seu regnat lluitant contra els turcs; el va succeir Kay Kaus, època en què es va produir la lluita èpica entre Siyavush i Afrasiyab; va seguir Kay Khusraw i després Kay Lohrasp (Luhrasb) descendent d'un germà de Kay Kaus, que hauria fundat Balkh; hauria mort a mans dels turcs i el va succeir al seu fill Bishtasb que abans de regnar va viure al país dels rum i es va casar amb la filla del rei, i després va rebre la corona i va governar 30 anys; fou convertit a la religió mazdaista per Zoroastre; els turcs li van segrestar dues filles però foren alliberades pel fill Isfendiyar o Isfandiyar provocant la gelosia del pare que el va fer matar. La corona va passar després al seu net Bahman, fill d'Isfandiyar, després anomenat Kay Ardashir per fer-lo l'ancestre dels sassànides. De la seva dona Humay va tenir un fill, Dara (Darios I) que va tenir per successor a Dara II (Darios II).
La tradició ha barrejat fets de diverses èpoques i ha intentat lligar la llegenda amb fets coneguts.

## Llista de sobirans
- Kay Kubad
- Kay Kaus
- Kay Khusraw
- Kay Lohrasp (Luhrasb)
- Bishtasb
- Bahman
- Dara I
- Dara II